# Хестватн
Хе́стватн (Хе́сван; исл. Hestvatn) — озеро на юго-западе Исландии.
В административном отношении расположено в регионе Сюдюрланд, на территории общины Гримснес-ог-Грабнингюр. Площадь водного зеркала составляет 6,8 км²; максимальная глубина — 61,5 м. Имеет сток в виде реки Хестлайкюр, впадающей в реку Хвитау, протекающую примерно в 1 км к востоку от озера. В северной части озера расположен крупный остров Ламбхайи. На восточном берегу озера возвышается гора Хестфьядль (317 м).
Ближайшим населённым пунктом является экологическое поселение Соулхеймар, расположенное к северо-востоку от озера.